# زیگفرید (یوتا)
زیگفرید (به انگلیسی: Sigurd) شهری در ایالت یوتا کشور ایالات متحده آمریکا است که جمعیت آن در سرشماری سال ۲۰۱۰ میلادی، ۴۲۹ نفر بوده‌است.